# Ovidio Orrego
Ovidio Orrego (Filandia; 5 de octubre de 1927-19 de enero de 2001) fue un árbitro de fútbol colombiano.

## Trayectoria
Era apodado "sauce" y  arbitró nacional e internacionalmente desde 1954 hasta 1971. Su partido dirigido más importante fue en la victoria de Bolivia sobre Brasil de 5-4 que dio a Bolivia su primer y único Campeonato Sudamericano en 1963.